# Clube Atlético Sorocaba
A Clube Atlético Sorocaba, általában Atlético Sorocaba néven ismert, jelenleg inaktív brazil futballklub. Székhelye Brazíliában, Sorocaba városában található.

## A klub története
A klub legtöbbször a Campeonato Brasileiro Série C-ben szerepelt.
A klub tulajdonosa Mun Szonmjong Unification Church (CENE).
A klubot 1991. február 21-én João Caracante Filho vállalkozó alapította kosárlabdaklubként.  Az Atlético Sorocaba 1993. március 15-én lett futballklub, miután egyesültek a Clube Atlético Barcelonával és az Estrada de Ferro Sorocabana Futebol Clube-val.
1994-ben, 1995-ben, 1996-ban, 1997-ben, 1998-ban, 2002-ben, 2003-ban és 2004-ben a Campeonato Brasileiro Série C- ben szerepelt.  A klub történetének legjobb szezonja 1996-ban volt, amikor bejutott a bajnokság harmadik szakaszába.
2008. november 29-én megnyerték a Copa Paulista de Futebolt, miután a döntőben legyőzték az XV de Piracicaba csapatát az Estádio Barão da Serra Negrában, Piracicabában. A klub ugyanebben a szezonban a Recopa Sul-Brasileirában szerepelt. Az elődöntőben 2–0-ra legyőzték Pelotast, ezzel a döntőbe jutottak. Azonban a döntőben 1–0-ás vereséget szenvedtek a Brusque csapata ellen a Recopa Sul-Brasileira döntőjében.
2009 és 2015 között négy mérkőzést játszott az egyesület Phenjanban egy kulturális csereprogram keretében. 2009-ben barátságos mérkőzést játszottak az észak-koreai válogatott ellen. A helyszínen 80 000 ember nézte végig a meccset, amelyet 2–1-re megnyert a brazil csapat. A klub elnöke Waldir Cipriani így emlékezett vissza a mérkőzésre: „Delegációnk 2009 novemberében hagyta el Brazíliát. Először Pekingbe érkeztünk, ahol vízumot kaptunk egy ötnapos phenjani utazáshoz. Az volt a szerencsénk, hogy az akkori brazil elnök, Luiz Inácio Lula da Silva nyitott egy brazil nagykövetséget Észak-Koreában, és az egész diplomáciai testület eljött, hogy úgy fogadjon minket a repülőtéren, mintha a brazil válogatott lennénk. Másnap már a phenjani stadionban edzettünk" - mondta a Sputniknak.
Az egyesület 2016-ban felhagyott a profi labdarúgással. Mun Szonmjong 2012-ben bekövetkezett halála után a klub pénzügyi helyzete romlott, és kénytelen volt kilépni az brazil labdarúgó-szövetségből.

## Sikerek
- Copa Paulista :
  - Győztes (1): 2008

## Fordítás
- Ez a szócikk részben vagy egészben  a   Clube Atlético Sorocaba című angol Wikipédia-szócikk fordításán alapul.  Az eredeti cikk szerkesztőit annak laptörténete sorolja fel. Ez a jelzés csupán a megfogalmazás eredetét és a szerzői jogokat jelzi, nem szolgál a cikkben szereplő információk forrásmegjelöléseként.